# Alfeld, Nürnberger Land
Alfeld là một đô thị ở Nürnberger Land bang Bayern thuộc nước Đức.